# Gmane
Gmane (pronunciado mein) es una puerta de enlace entre correos electrónicos y un portal de noticias. Permite a los usuarios acceder a listas de correo electrónico como si fueran grupos de noticias Usenet, y también a través de una variedad de interfaces web. Gmane archiva todos los mensajes, estos nunca caducan(a menos que expresamente sea solicitado por los usuarios). Gmane también soporta la importación de envíos.
El correo entrante está revisado por SpamAssassin y con software antivirus para que el spam y los virus sean eliminados. Gmane sirve como una puerta de enlace bidireccional, también pueden escribir en las listas de correo. El servidor de correo saliente está marcada por TMDA para asegurarse de que no será enviado spam a las listas con Gmame.
El proyecto fue iniciado en 2001 por Lars Magne Ingebrigtsen, uno de los autores de Gnus, un lector de noticias para Emacs. Comenzó a funcionar públicamente el 11 de febrero de 2002 tras un periodo de prueba de un mes.
Al 17 de septiembre de 2008, la página principal Gmane se jacta de incluir de 60.457.704 mensajes en sus archivos, de un total de 10.359 listas de correo.